# Sarcophaga froggatti
Sarcophaga froggatti är en tvåvingeart som beskrevs av Taylor 1917. Sarcophaga froggatti ingår i släktet Sarcophaga och familjen köttflugor. Inga underarter finns listade i Catalogue of Life.